# Bárbara de Regil

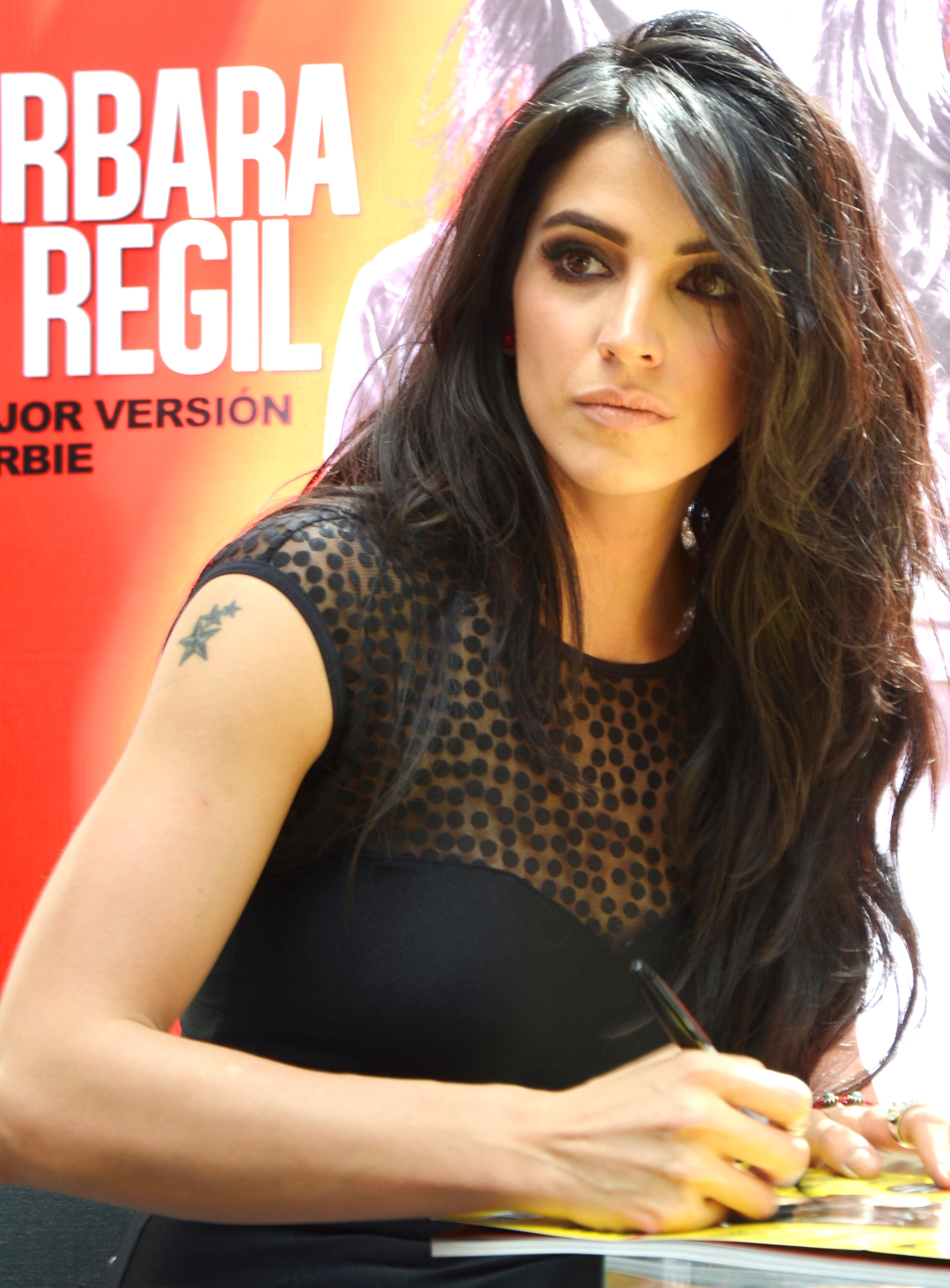
Bárbara de Regil (2014)

Bárbara de Regil (* 5. Juni 1987 in Mexiko-Stadt) ist eine mexikanische Schauspielerin.

## Leben
Bárbara de Regil wurde am 5. Juni 1987 in Mexiko-Stadt geboren. Sie ist die Cousine des mexikanischen Fernsehmoderators Marco Antonio Regil. Sie ist Mutter einer Tochter. 2017 heiratete sie den Anwalt und Immobilienentwickler Fernando Schoenwald.
Nach ersten Fernsehauftritten Ende der 2000er Jahre, war de Regil zu Beginn der 2010er Jahre als Episodendarstellerin in verschiedenen mexikanischen Fernsehserien zu sehen. Eine größere Rolle übernahm sie 2015 in El Torito, wo sie in insgesamt 15 Episoden die Rolle der Ana zu sehen war. Ab dem Folgejahr bis einschließlich 2019 wurde sie einem breiten Publikum durch die titelgebende Hauptrolle der Rosario Tijeras in der gleichnamigen Serie bekannt. Insgesamt spielte sie die Rolle in 197 Episoden. Zusätzlich spielte sie in mehreren mexikanischen Filmen mit. Seit 2001 stellt sie in der Fernsehserie Parientes a la Fuerza die Rolle der Carmen Jurado dar. 2022 war sie unter anderen in den Filmen Blackout – Im Netz des Kartells und MexZombies in größeren Rollen zu sehen. Seit demselben Jahr wirkt sie in der Rolle der Sofía Chávez in der Fernsehserie Cabo mit.

## Filmografie (Auswahl)
- 2011: Bajo el alma (Fernsehserie, Episode 1x01)
- 2012: Amor Cautivo (Fernsehserie, Episode 1x01)
- 2013: Secretos de familia (Fernsehserie, Episode 1x01)
- 2013: Sexomáticos
- 2014: Tiempos Felices
- 2015: Así en el barrio como en el cielo (Fernsehserie, Episode 1x01)
- 2015: El Torito (Fernsehserie, 15 Episoden)
- 2016–2019: Rosario Tijeras (Fernsehserie, 197 Episoden)
- 2018: Consciencia
- 2018: Ni Tú Ni Yo
- 2018: Loca Por El Trabajo
- 2020: Rebelión de los Godínez
- 2021–2022: Parientes a la Fuerza (Fernsehserie, 100 Episoden)
- 2022: Blackout – Im Netz des Kartells (Blackout)
- 2022: MexZombies
- 2022: Wetiko
- 2022–2023: Cabo (Fernsehserie, 85 Episoden)
- 2023: Quiero tu vida
- 2023: Pacto de Sangre (Fernsehserie, 10 Episoden)
- 2024: El Roomie
- 2024: Lalola (Fernsehserie, 9 Episoden)
- 2024: Tal para cual (Fernsehserie, Episode 3x12)
- 2025: Vasiliy